# Franz Bernauer

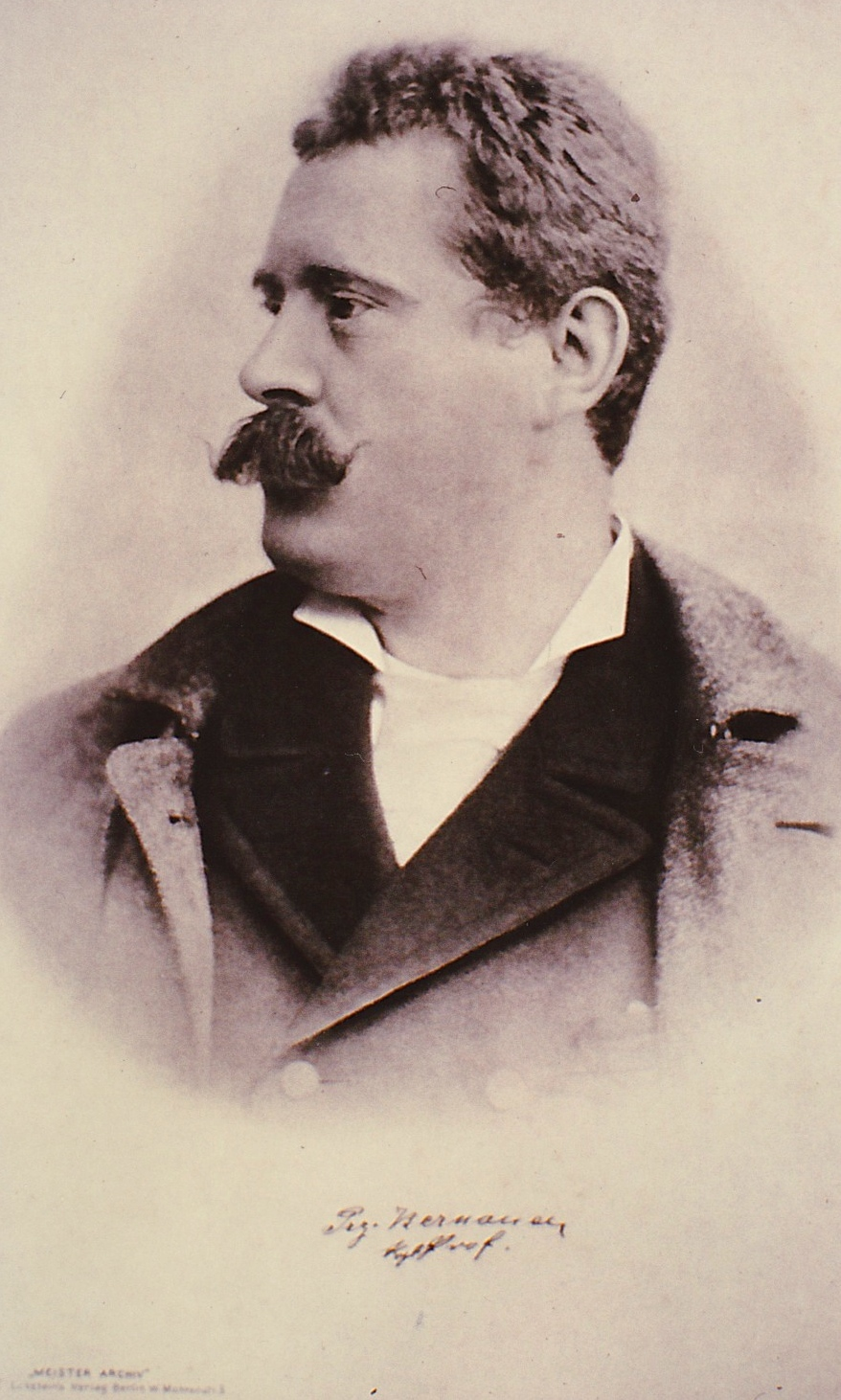
Franz Bernauer

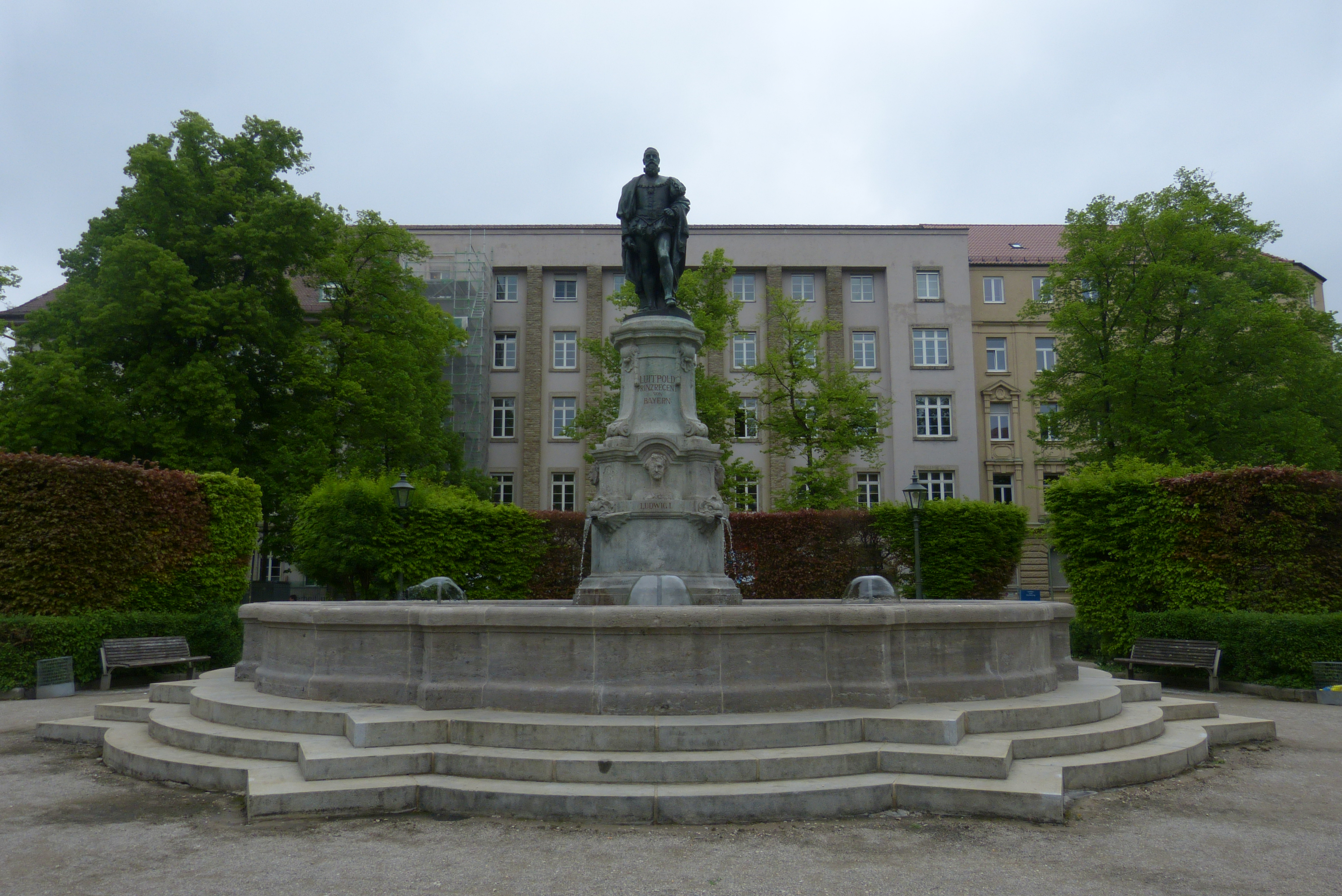
Prinzregentenbrunnen in Augsburg

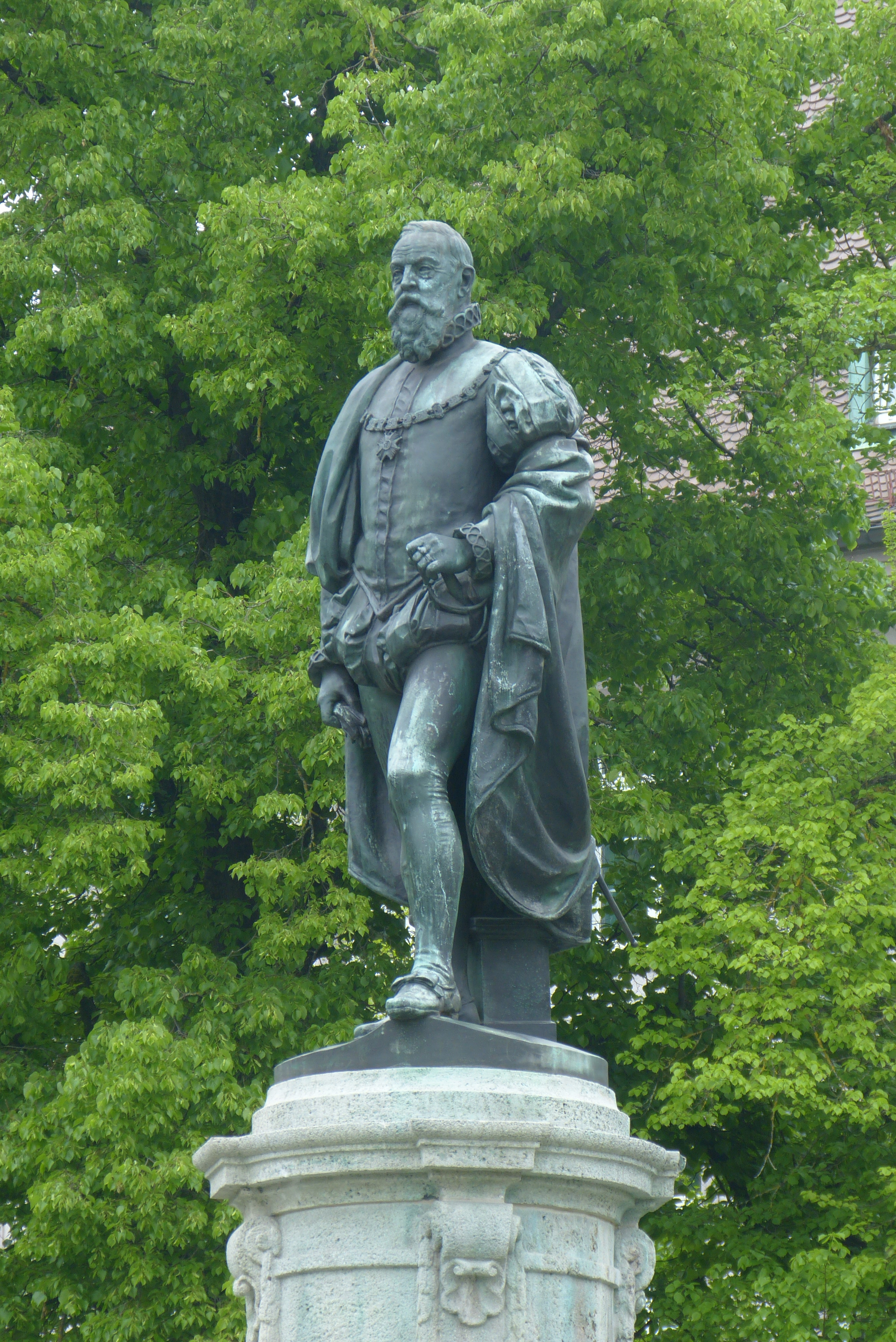
Statue von Prinzregent Luitpold auf dem Prinzregentenbrunnen in Augsburg

Franz Xaver Bernauer (* 25. oder 26. März 1861 in München; † 25. Juli 1916 ebenda) war ein deutscher Bildhauer.

## Leben
Bernauer schrieb sich am 15. Oktober 1880 für das Fach Bildhauerei an der Kunstakademie in München bei Syrius Eberle und Anton Hess ein.
Um die Jahrhundertwende lehrte er an der Städtischen Modellier- bzw. Bildhauerschule in München und führte den Professorentitel. Zu seinen Schülern gehörten Karl Knappe, Ottmar Zeiller und Karl May.
Er war Mitglied der Münchner Künstlergenossenschaft.

## Werk
Bernauer schuf vor allem Monumentalplastiken, Grabdenkmäler, Brunnen, Porträtbüsten und Plaketten.
Sein Entwurf für ein Max-Schneckenburger-Denkmal in Tuttlingen wurde in einem Wettbewerb 1888 mit dem zweiten Platz bedacht und der Entwurf wurde angekauft. Die Figur eines Germanen, der sich auf sein Steinbeil stützte, war nach dem Urteil der Kunstchronik vom künstlerischen Standpunkt her dem siegreichen Entwurf von Adolf Jahn entschieden vorzuziehen; dennoch wurde Jahns Entwurf einer Germaniafigur realisiert.
Als sein Hauptwerk gilt der Prinzregentenbrunnen (Luitpoldbrunnen) in Augsburg (1901–03). Bernauer schuf ferner den kleineren Hubertusbrunnen in Schwalbach und den Germanenbrunnen am Alten Botanischen Garten in München (1897). 1907 stellte er auf der Kunstausstellung im Münchner Glaspalast das Modell eines Rübezahlbrunnens vor, dessen Figur mit Werken von Adolf von Hildebrand verglichen wurde, wohingegen das Brunnenbecken und das Gitter an romanische Traditionen erinnere.
Für das Augsburger Rathaus schuf er Büsten des Prinzregenten Luitpold und von König Ludwig III. von Bayern, die viel kopiert wurden.